# Ken Morrow
Kenneth Arlington (Ken) Morrow (Flint (Michigan), 17 oktober 1956) is een Amerikaans ijshockeyer. 
Tijdens de Olympische Winterspelen 1980 in eigen land won Morrow samen met zijn ploeggenoten de gouden medaille. 
In 1980 tekende Morrow voor de NHLclub New York Islanders. Morrow won van 1980 tot en met 1983 viermaal op rij de Stanley Cup. Met de Stanley Cup overwinning was Morrow de eerste speler met olympisch goud en een Stanley Cup overwinning.
Morrow speelde in de NHL tot 1989.